# Melanotaenia parva
Melanotaenia parva é uma espécie de peixe da família Melanotaeniidae.
É endémica da Nova Guiné Ocidental na Indonésia.
Os seus habitats naturais são: lagos de água doce.
Está ameaçada por perda de habitat.